# Mathis Picouleau
Mathis Picouleau, né le 8 mai 2000 à Rennes en France, est un footballeur français qui évolue au poste de milieu de terrain à l'US Concarneau.

## Biographie

### En club
Né à Rennes en France, Mathis Picouleau est formé par le Stade rennais FC mais il n'a jamais sa chance avec l'équipe première du club. Il se retrouve en fin de contrat stagiaire à l'été 2020 et, non conservé par Rennes, il rejoint le Valenciennes FC, où il signe son premier contrat professionnel.
C'est avec ce club qu'il commence sa carrière professionnelle, jouant son premier match le 29 août 2020, lors d'une rencontre de championnat face au Paris FC. Il entre en jeu à la place de Baptiste Guillaume et son équipe s'incline par un but à zéro.
Le 27 juillet 2023, Mathis Picouleau rejoint le Nîmes Olympique, tout juste relégué en National. Il signe un contrat de deux saisons.

### En sélection
Habitué à représenter la France dans les équipes de jeunes, Mathis Picouleau est sélectionné avec l'équipe de France des moins de 17 ans de 2016 à 2017. Pour son premier match, le 22 octobre 2016, il délivre passes deux décisives contre l'Estonie (victoire 7-0 des Français). Avec cette sélection, il participe au championnat d'Europe des moins de 17 ans en 2017. Il joue trois matchs et inscrit un but lors de cette compétition et son équipe s'incline en quarts de finale contre l'Espagne. Picouleau est à nouveau sélectionné quelques mois plus tard pour participer à la coupe du monde des moins de 17 ans en 2017. Il joue trois matchs pour une seule titularisation et les jeunes français sont à nouveau éliminés par l'Espagne, cette fois en huitième de finale (1-2 score final).
Il est retenu avec l'équipe de France des moins de 19 ans pour participer au championnat d'Europe des moins de 19 ans en 2019. Lors de ce tournoi organisé en Arménie, il joue quatre matchs dont trois comme titulaire. Les jeunes français s'inclinent en demi-finale contre l'Espagne aux tirs au but.

## Statistiques
| Saison                | Club                  | Championnat           | Championnat | Championnat | Championnat | Coupe(s) nationale(s) | Coupe(s) nationale(s) | Coupe(s) nationale(s) | Total | Total | Total |
| Saison                | Club                  | Division              | M.          | B.          | P.d.        | M.                    | B.                    | P.d.                  | M.    | B.    | P.d.  |
| 2020-2021             | Valenciennes FC       | Ligue 2               | 28          | 1           | 0           | 2                     | 0                     | 0                     | 30    | 1     | 0     |
| 2021-2022             | Valenciennes FC       | Ligue 2               | 19          | 1           | 0           | 2                     | 1                     | 0                     | 21    | 2     | 0     |
| 2022-2023             | Valenciennes FC       | Ligue 2               | 26          | 1           | 1           | 2                     | 0                     | 0                     | 28    | 1     | 1     |
| Sous-total            | Sous-total            | Sous-total            | 73          | 3           | 1           | 6                     | 1                     | 0                     | 79    | 4     | 1     |
| 2023-2024             | Nîmes Olympique       | National              | 33          | 5           | 3           | 4                     | 2                     | 0                     | 37    | 7     | 3     |
| 2024-2025             | Nîmes Olympique       | National              | 28          | 1           | 0           | 0                     | 0                     | 0                     | 28    | 1     | 0     |
| Sous-total            | Sous-total            | Sous-total            | 61          | 6           | 3           | 4                     | 2                     | 0                     | 65    | 8     | 3     |
| 2025-2026             | US Concarneau         | National              | 0           | 0           | 0           | 0                     | 0                     | 0                     | 0     | 0     | 0     |
| Total sur la carrière | Total sur la carrière | Total sur la carrière | 134         | 9           | 4           | 10                    | 3                     | 0                     | 144   | 12    | 4     |